# Stiven Plaza
Stiven Ricardo Plaza Castillo (Eloy Alfaro, 11 maart 1999) is een Ecuadoraans voetballer die doorgaans speelt als spits. In juli 2025 verruilde hij Oțelul Galați voor Chindia Târgoviște. Plaza maakte in 2018 zijn debuut in het Ecuadoraans voetbalelftal.

## Clubcarrière
Plaza speelde in de jeugd van Norte América en Deportivo Azogues, alvorens hij in de opleiding van Independiente del Valle terechtkwam. Hier debuteerde hij op 12 juni 2018, toen op bezoek bij Universidad Católica met 1–1 gelijkgespeeld werd. Tijdens deze wedstrijd mocht de aanvaller vijf minuten voor het einde van de wedstrijd invallen. Zijn eerste doelpunt volgde op 12 augustus van datzelfde jaar, toen met 3–1 gewonnen werd van Emelec. Elf minuten voor tijd was Plaza, die de volledige negentig minuten mee mocht doen, goed voor de derde en laatste treffer van Independiente.
In januari 2019 verkaste de Ecuadoraan voor circa twee miljoen euro naar Real Valladolid, waar hij zijn handtekening zette onder een verbintenis voor de duur van vierenhalf jaar. Plaza speelde in zijn eerste seizoen in Spanje twee competitiewedstrijden en het jaar erop kwam hij niet in actie, waarop hij medio 2020 verhuurd werd aan Trabzonspor. Hier speelde hij drie officiële duels en in de winterstop werd de verhuurperiode afgebroken en keerde Plaza terug naar Real Valladolid. Een week hierna nam zijn oude club Independiente del Valle hem op huurbasis over. Deze verhuurperiode zou oorspronkelijk lopen tot en met december 2021, maar in die maand kwamen beide clubs overeen dat Plaza een half jaar langer bij Independiente zou blijven spelen.
Medio 2022 nam New York Red Bulls hem over. Na een half seizoen zonder officiële optredens keerde Plaza in januari 2023 transfervrij terug naar Ecuador, waar hij voor Aucas ging spelen. Een half seizoen later nam Guayaquil City hem over. Plaza ging in januari 2024 voor Mazatlán spelen. Een half seizoen later nam Venados hem over, waarna hij in februari 2025 voor Oțelul Galați tekende. Een half seizoen later nam Chindia Târgoviște hem over.

## Clubstatistieken
| Seizoen | Club                    | Competitie          | Competitie | Competitie | Beker | Beker | Internationaal | Internationaal | Totaal | Totaal |
| Seizoen | Club                    | Competitie          | Wed.       | Dlp.       | Wed.  | Dlp.  | Wed.           | Dlp.           | Wed.   | Dlp.   |
| ------- | ----------------------- | ------------------- | ---------- | ---------- | ----- | ----- | -------------- | -------------- | ------ | ------ |
| 2018    | Independiente del Valle | Serie A             | 22         | 7          | 0     | 0     | —              | —              | 22     | 7      |
| 2018/19 | Real Valladolid         | Primera División    | 2          | 0          | 0     | 0     | —              | —              | 2      | 0      |
| 2019/20 | Real Valladolid         | Primera División    | 0          | 0          | 0     | 0     | —              | —              | 0      | 0      |
| 2020/21 | → Trabzonspor           | Süper Lig           | 2          | 0          | 1     | 0     | —              | —              | 3      | 0      |
| 2021    | → Independiente         | Serie A             | 5          | 0          | 0     | 0     | —              | —              | 5      | 0      |
| 2022    | → Independiente         | Serie A             | 3          | 0          | 0     | 0     | 1              | 0              | 4      | 0      |
| 2022    | New York Red Bulls      | Major League Soccer | 0          | 0          | 0     | 0     | —              | —              | 0      | 0      |
| 2023    | Aucas                   | Serie A             | 2          | 0          | 0     | 0     | 0              | 0              | 2      | 0      |
| 2023    | Guayaquil City          | Serie A             | 7          | 0          | 0     | 0     | —              | —              | 7      | 0      |
| 2023/24 | Mazatlán                | Liga MX             | 2          | 0          | 0     | 0     | —              | —              | 2      | 0      |
| 2024/25 | Venados                 | Liga de Expansión   | 13         | 2          | 0     | 0     | —              | —              | 13     | 2      |
| 2024/25 | Oțelul Galați           | Liga 1              | 3          | 0          | 0     | 0     | —              | —              | 3      | 0      |
| 2025/26 | Chindia Târgoviște      | Liga 2              | 0          | 0          | 0     | 0     | —              | —              | 0      | 0      |
| Totaal  | Totaal                  | Totaal              | 61         | 9          | 1     | 0     | 1              | 0              | 63     | 9      |

Bijgewerkt op 4 juli 2025.

## Interlandcarrière
Plaza maakte zijn debuut in het Ecuadoraans voetbalelftal op 12 oktober 2018, toen met 4–3 verloren werd van Qatar. Akram Afif, Almoez Ali (tweemaal) en Hassan Al-Haydos scoorden namens Qatar, de tegentreffers kwamen door twee doelpunten van Enner Valencia en een van José Cevallos Enríquez. Plaza mocht van bondscoach Hernán Darío Gómez in de basis beginnen en hij werd in de rust gewisseld ten faveure van Ángelo Preciado. De andere debutanten dit duel waren Diego Palacios (Willem II), Aníbal Chalá (LDU Quito) en Preciado (eveneens Independiente del Valle).
| Interlands van Stiven Plaza voor Ecuador | Interlands van Stiven Plaza voor Ecuador | Interlands van Stiven Plaza voor Ecuador | Interlands van Stiven Plaza voor Ecuador | Interlands van Stiven Plaza voor Ecuador | Interlands van Stiven Plaza voor Ecuador | Interlands van Stiven Plaza voor Ecuador |
| №                                        | Datum                                    | Wedstrijd                                | Uitslag                                  | Competitie                               | Goals                                    |                                          |
| Als speler bij Independiente del Valle   | Als speler bij Independiente del Valle   | Als speler bij Independiente del Valle   | Als speler bij Independiente del Valle   | Als speler bij Independiente del Valle   | Als speler bij Independiente del Valle   | Als speler bij Independiente del Valle   |
| ---------------------------------------- | ---------------------------------------- | ---------------------------------------- | ---------------------------------------- | ---------------------------------------- | ---------------------------------------- | ---------------------------------------- |
| 1                                        | 12 oktober 2018                          | Qatar – Ecuador                          | 4 – 3                                    | Vriendschappelijk                        |                                          |                                          |
| 2                                        | 16 oktober 2018                          | Oman – Ecuador                           | 0 – 0                                    | Vriendschappelijk                        |                                          |                                          |

Bijgewerkt op 4 juli 2025.